# دارن آنون
دارن آنون (انگلیسی: Darren Annon؛ زادهٔ ۱۷ فوریهٔ ۱۹۷۲) بازیکن فوتبال اهل بریتانیا است.
از باشگاه‌هایی که در آن بازی کرده‌است می‌توان به باشگاه فوتبال مارگیت، باشگاه فوتبال بانستید اتلتیک، باشگاه فوتبال گیلفورد سیتی، باشگاه فوتبال هاوانت و واترلوویل، باشگاه فوتبال ردبریج، باشگاه فوتبال استیونج، باشگاه فوتبال توتینگ اند میتچام یونایتد، باشگاه فوتبال برنتفورد، باشگاه فوتبال فارن‌بورو، باشگاه فوتبال کینگستونیان، باشگاه فوتبال انفیلد ۱۸۹۳، و باشگاه فوتبال کارشالتون اتلتیک اشاره کرد.